# Italiana Petroli (azienda 2019)
Italiana Petroli S.p.A., fino al marzo 2019 denominata Anonima Petroli Italiana S.p.A. (API), conosciuta anche come Gruppo API, è un'azienda privata italiana attiva nel settore dei carburanti e dei servizi alla mobilità con i marchi API e IP. È attiva nella raffinazione e distribuzione di prodotti petroliferi raffinati. Il suo fatturato si è attestato ai 6,8 miliardi di euro nel 2018.
È interamente controllata da API Holding S.p.A., fondata nel 1989 e posseduta al 100% dalla famiglia Brachetti Peretti; il presidente di Italiana Petroli è Ugo Brachetti Peretti; l’amministratore delegato è Alberto Chiarini.

## Storia
La società è di proprietà della famiglia Peretti, il cui capostipite, Ferdinando Peretti, fonda l'azienda nel 1933.
L'attività è inizialmente limitata alle Marche e la sede è ad Ancona; Peretti amplia l'attività, iniziando con la costruzione di un deposito costiero a Falconara Marittima, che nel 1950 viene trasformato in una raffineria.

Nel 1935, il capitale sociale dell'azienda è pari a 600.000 lire, salite a 1 milione nel 1939.

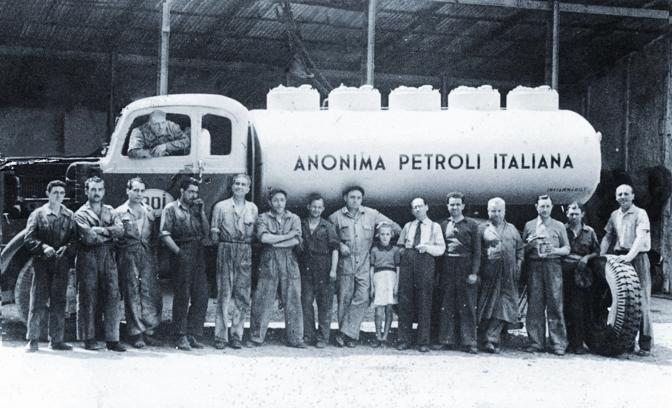
Ferdinando Peretti e la primogenita Mila assieme ai dipendenti negli anni '30

Negli anni '60 l'azienda conta circa 900 stazioni e aree di servizio.
Nel 2005 API acquista dall'Eni la Italiana Petroli (IP), che viene fusa per incorporazione il 10 marzo 2007.
Dal 2006 ha deliberato la quotazione presso la Borsa italiana, ma poi non è mai sbarcata a Piazza Affari.
In seguito all'acquisizione dell'IP, API consolida la sua posizione nel mercato italiano della distribuzione di carburanti vantando all'epoca una quota di mercato che si attestava intorno all'11%.
Nel 2017 ha ulteriormente rafforzato la sua presenza in Italia, acquisendo dalla ERG e dalla francese Total la quota azionaria del 25,16% della raffineria SARPOM di San Martino di Trecate, il polo logistico di Roma e gli oltre 2.600 distributori di carburante della rete TotalErg S.p.A (società nata nel 2010 a seguito della fusione tra ERG Petroli S.p.A. e Total Italia S.p.A.) e divenendo così il secondo operatore nel settore petrolifero italiano per volumi.
L’11 marzo 2019 è effettiva la fusione per incorporazione di Anonima Petroli Italiana in Italiana Petroli S.p.A. che diventa la società che guida le operazioni industriali del gruppo. 
A seguito delle due operazioni commerciali, il marchio IP è stato applicato a tutte le stazioni di servizio del gruppo, ovvero a tutti i distributori che originariamente utilizzavano i marchi Total, ERG, IP ed API.

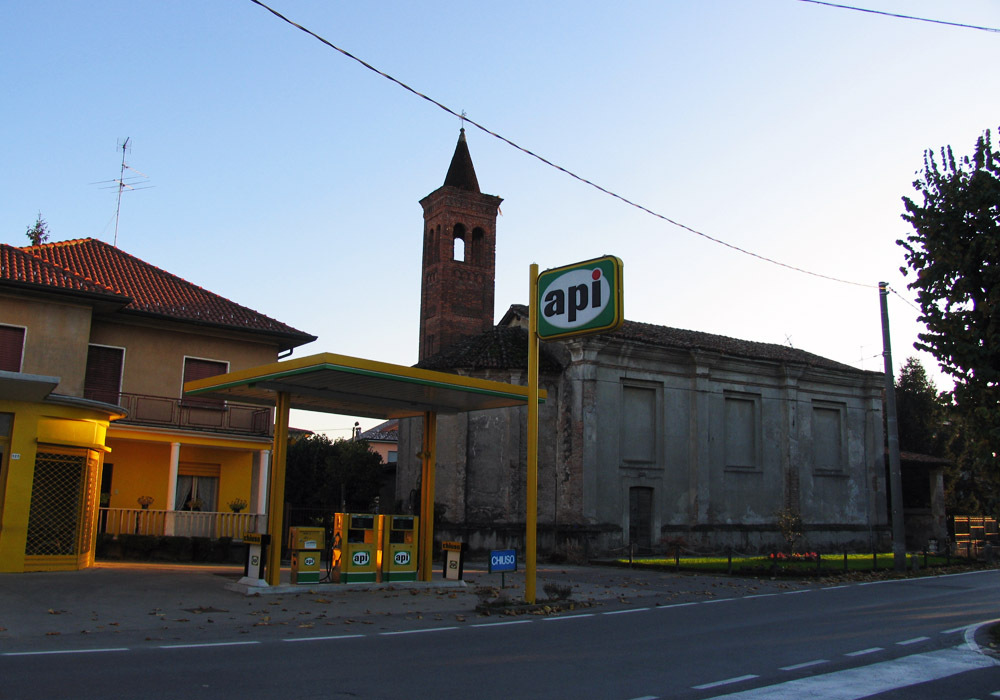
Un impianto a marchio API; dal 2019, tutte le stazioni di servizio del gruppo hanno adottato il marchio IP

Nel dicembre 2022 il gruppo sigla un accordo con Esso italiana per rilevarne le attività nazionali, tra cui la raffineria di Trecate; l'accordo non riguarda le stazioni di servizio a marchio Esso, già precedentemente cedute al gruppo EG, alle quali comunque IP distribuirà i propri carburanti. L'acquisizione viene approvata dall'antitrust nell'agosto 2023.
Nel 2023 IP e Macquarie Capital lanciano una joint-venture, denominata Iplanet, per l'installazione di punti di ricarica elettrica in 510 stazioni di servizio del gruppo. Nello stesso anno, l'azienda celebra i 90 anni del marchio API.

## Principali aziende del gruppo
Le società controllate o partecipate da Italiana Petroli sono:
- Api raffineria di Ancona Spa
- Abruzzo Costiero Srl
- Apioil UK Limited
- IP
- IP services
- IP Industrial (ex Raffineria di Roma)
- Bitumtec
- Ip food & services spa
- SARPOM

## Dati economici
Il bilancio consolidato 2018 (il primo dopo l'acquisizione della TotalErg) registra un fatturato netto di 6,8 miliardi di euro, l'Ebitda (aggiustato) a 251 milioni e l'utile netto di 63,1 milioni.

## Loghi

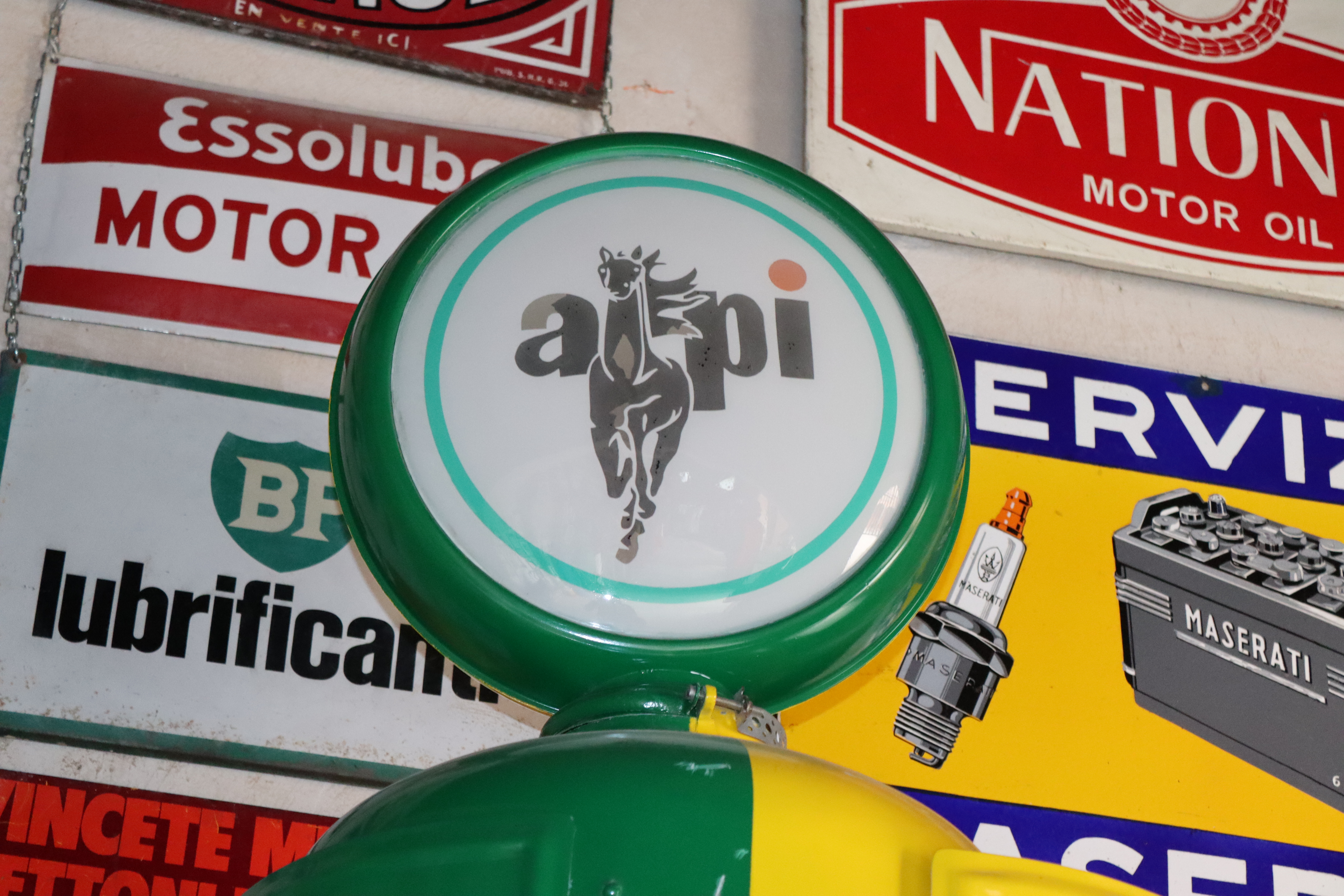
Un "globo" con il marchio storico API su una vecchia pompa di benzina conservata al Museo Fisogni

Logo storico API
Nuovo logo API
Logo del gruppo API in uso dal 2018 insieme al marchio IP
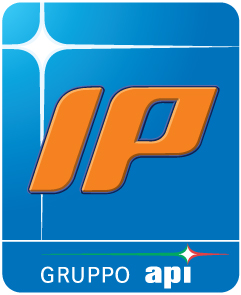
Logo IP (in uso anche per la rete API dal 2019)
Logo del brand IPlanet